# حميدي (نائين)
حميدي هي قرية في مقاطعة نائين، إيران. عدد سكان هذه القرية هو 12 في سنة 2006.